# (2971) Mohr
(2971) Mohr es un asteroide perteneciente al cinturón de asteroides descubierto por Antonín Mrkos el 30 de diciembre de 1980 desde el Observatorio Klet, cerca de České Budějovice, República Checa.

## Designación y nombre
Mohr fue designado inicialmente como 1980 YL.
Más adelante se nombró en honor del astrónomo checoslovaco Josef M. Mohr (1901-1979).

## Características orbitales
Mohr órbita a una distancia media del Sol de 2,247 ua, pudiendo acercarse hasta 1,984 ua y alejarse hasta 2,51 ua. Tiene una inclinación orbital de 6,996° y una excentricidad de 0,1172. Emplea en completar una órbita alrededor del Sol 1230 días.